# Oset kędzierzawy
Oset kędzierzawy (Carduus crispus) – gatunek rośliny należący do rodziny astrowatych. Zasięg obejmuje znaczną część kontynentu europejskiego, od Armenii na wschodzie, po Hiszpanię i Francję na zachodzie. Na północy granica zasięgu biegnie przez Belgię, Niemcy, Danię, po południową Finlandię. Najdalej na południu występuje w Rumunii i Włoszech. Jako gatunek zawleczony i zdziczały występuje na kontynencie północnoamerykańskim. W Polsce jest to gatunek pospolity.

## Morfologia

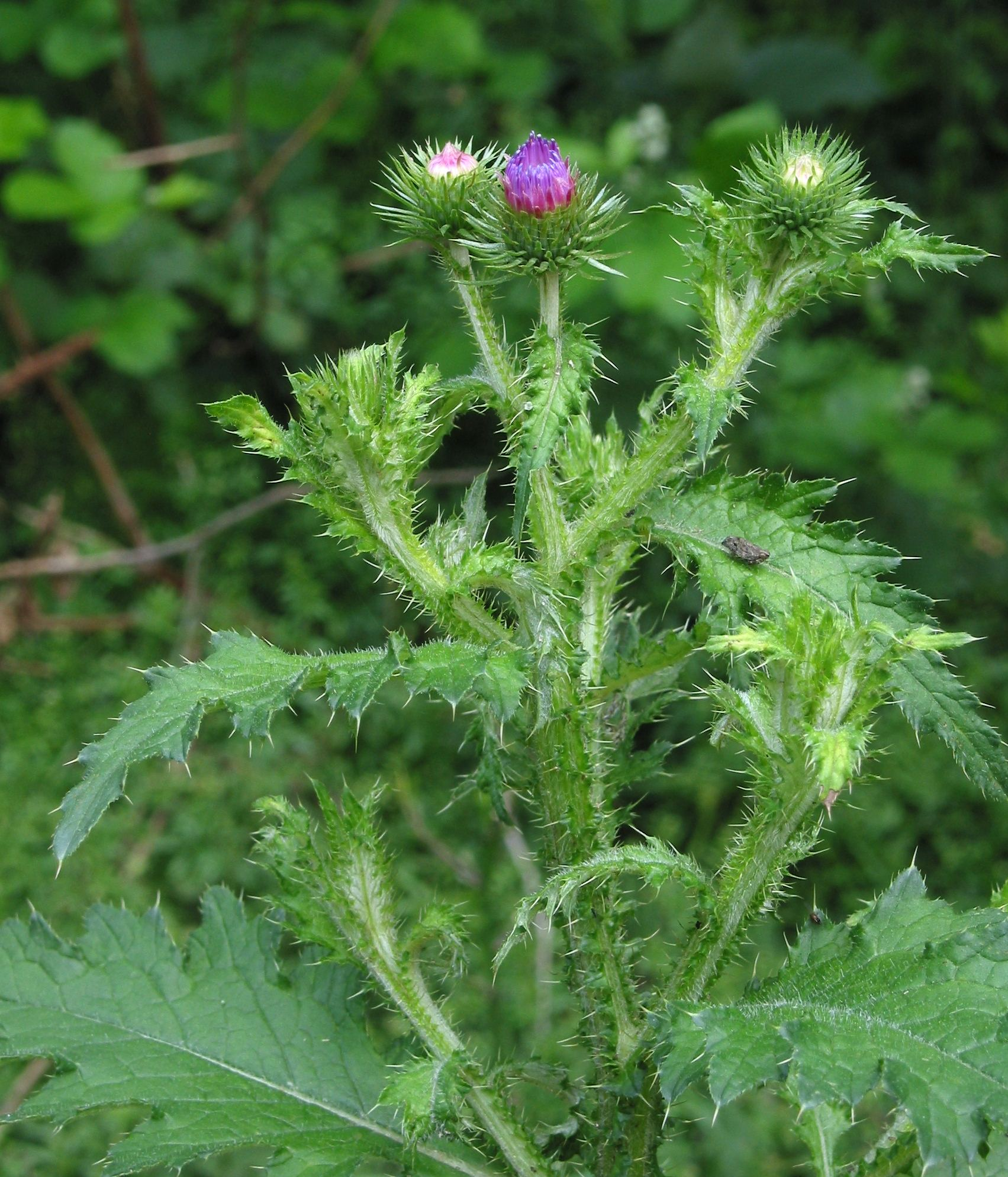
Górna część pędu w czasie kwitnienia

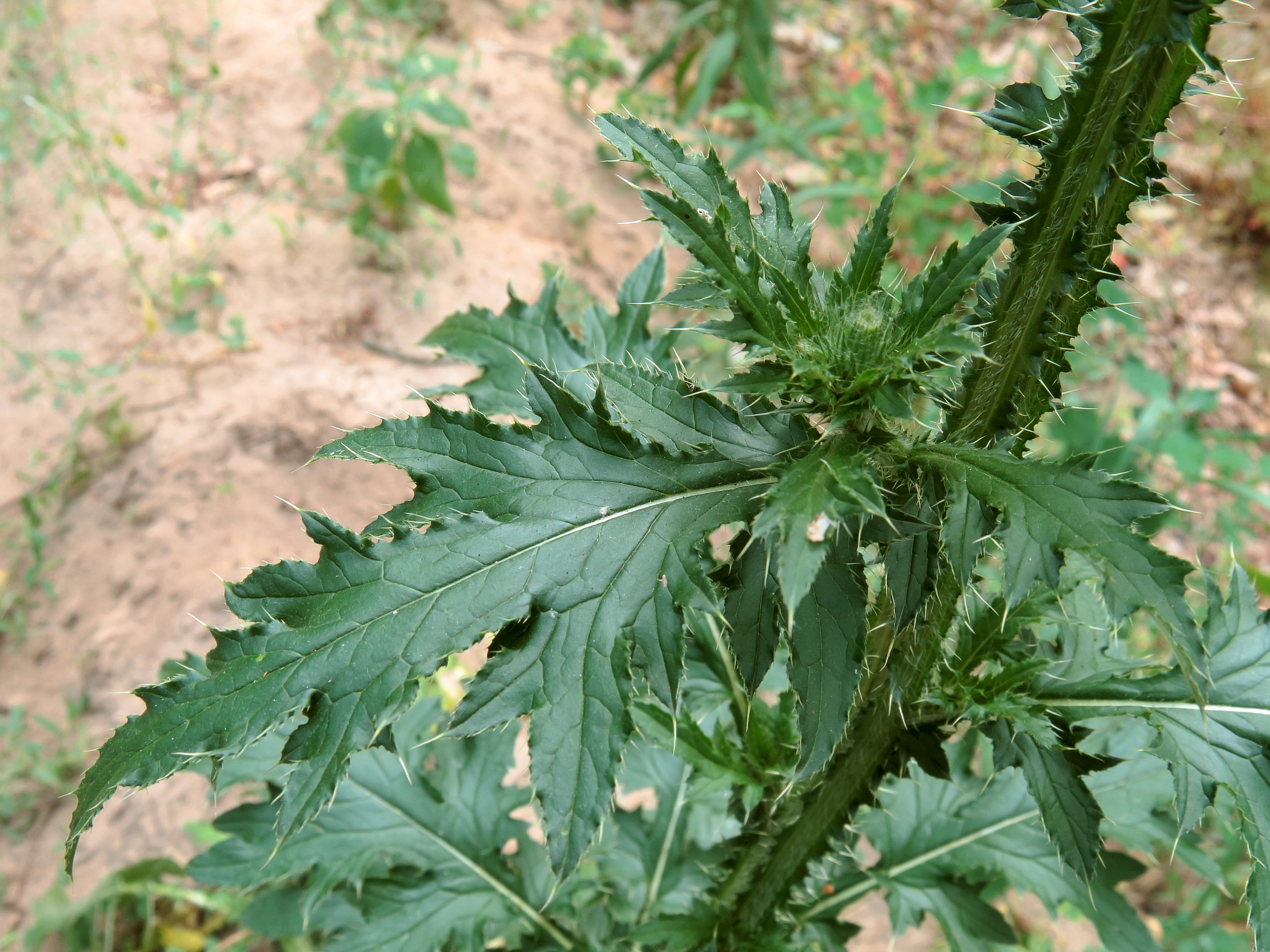
Liść i łodyga

ŁodygaWzniesiona, prosta, o wysokości zazwyczaj 50–180 cm (pojedyncze osobniki osiągają do nawet 3 m wysokości), rozgałęziająca się. Na całej długości, z wyjątkiem części podkwiatostanowej jest wcinano-kolczasto-skrzydełkowata.
Cała mniej lub więcej kutnerowata.
LiścieDolne pierzasto-dzielne, górne zatokowo-klapowane. Całe są rzadko owłosione, z czasem łysiejące. Brzegi mają silnie kolczaste.
KwiatyZebrane w duże, grube i zwisające koszyczki o okrywie długości 2,5–4 cm i listkach okrywy nieco odgiętych. Są zwykle siedzące i wyrastają po kola na wierzchołkach pędów. Pappus o pojedynczych włoskach długości 15–25 mm.
OwocNiełupki o długości 3,5–4 mm

## Biologia i ekologia
Roślina dwuletnia, hemikryptofit. Rośnie na suchych zboczach, przydrożach, obrzeżach lasów i zarośli, na siedliskach ruderalnych. W uprawach rolnych jest chwastem. W klasyfikacji zbiorowisk roślinnych gatunek charakterystyczny dla Cl. Artemisietea vulgaris. Kwitnie od czerwca do września, nasiona rozsiewane są przez wiatr.

## Zmienność
Tworzy mieszańce z ostem nastroszonym, o. zwisłym i innymi.